# Diphyscium pocsii
Diphyscium pocsii là một loài rêu trong họ Buxbaumiaceae. Loài này được Bizot R.H. Zander mô tả khoa học đầu tiên năm 1993.